# Suszka (województwo pomorskie)
Suszka (kaszb. Szùszkô) – mała osada w Polsce położona w województwie pomorskim, w powiecie człuchowskim, w gminie Przechlewo. 
Osada usytuowana nad rzeką Rudą, jest częścią składową sołectwa Rudniki.
W latach 1975–1998 miejscowość położona była w województwie słupskim.